# Ornithacris turbida
Ornithacris turbida är en insektsart som först beskrevs av Walker, F. 1870.  Ornithacris turbida ingår i släktet Ornithacris och familjen gräshoppor. Inga underarter finns listade i Catalogue of Life.